# Stamboom Elisabeth van Hessen (1466-1523)
Dit is de stamboom van Elisabeth van Hessen (1466-1523).
| Stamboom Elisabeth van Hessen (1466-1523)                                                 | Stamboom Elisabeth van Hessen (1466-1523)                                      | Stamboom Elisabeth van Hessen (1466-1523)                                      | Stamboom Elisabeth van Hessen (1466-1523)                                      | Stamboom Elisabeth van Hessen (1466-1523)                                      | Stamboom Elisabeth van Hessen (1466-1523)                                      | Stamboom Elisabeth van Hessen (1466-1523)                                   | Stamboom Elisabeth van Hessen (1466-1523) | Stamboom Elisabeth van Hessen (1466-1523)                                   | Stamboom Elisabeth van Hessen (1466-1523)                                   |
| ----------------------------------------------------------------------------------------- | ------------------------------------------------------------------------------ | ------------------------------------------------------------------------------ | ------------------------------------------------------------------------------ | ------------------------------------------------------------------------------ | ------------------------------------------------------------------------------ | --------------------------------------------------------------------------- | --- | --------------------------------------------------------------------------- | --------------------------------------------------------------------------- |
| Grootouders                                                                               | Ludwig van Hessen (1402-1458) x 08-09-1433 Anna van Saksen Meissen (1420-1462) | Ludwig van Hessen (1402-1458) x 08-09-1433 Anna van Saksen Meissen (1420-1462) | Ludwig van Hessen (1402-1458) x 08-09-1433 Anna van Saksen Meissen (1420-1462) | Ludwig van Hessen (1402-1458) x 08-09-1433 Anna van Saksen Meissen (1420-1462) | Ludwig van Hessen (1402-1458) x 08-09-1433 Anna van Saksen Meissen (1420-1462) | Philips van Katzenelnbogen (-1479) x 24-02-1422 Anna van wurtemberg (-1471) | Philips van Katzenelnbogen (-1479) x 24-02-1422 Anna van wurtemberg (-1471) | Philips van Katzenelnbogen (-1479) x 24-02-1422 Anna van wurtemberg (-1471) | Philips van Katzenelnbogen (-1479) x 24-02-1422 Anna van wurtemberg (-1471) |
| Ouders                                                                                    | Hendrik van Hessen x 30-08-1458 Anna van Katzenelnbogen                        | Hendrik van Hessen x 30-08-1458 Anna van Katzenelnbogen                        | Hendrik van Hessen x 30-08-1458 Anna van Katzenelnbogen                        | Hendrik van Hessen x 30-08-1458 Anna van Katzenelnbogen                        | Hendrik van Hessen x 30-08-1458 Anna van Katzenelnbogen                        | Hendrik van Hessen x 30-08-1458 Anna van Katzenelnbogen                     | Hendrik van Hessen x 30-08-1458 Anna van Katzenelnbogen | Hendrik van Hessen x 30-08-1458 Anna van Katzenelnbogen                     | Hendrik van Hessen x 30-08-1458 Anna van Katzenelnbogen                     |
| Elisabeth van Hessen-Marburg (1466-1523) x 1482 Johan V van Nassau-Dillenburg (1455-1516) |                                                                                |                                                                                |                                                                                |                                                                                |                                                                                |                                                                             | |                                                                             |                                                                             |
| Kinderen                                                                                  | Hendrik III (1483-1538)                                                        | Hendrik III (1483-1538)                                                        | Hendrik III (1483-1538)                                                        | Johan (1484-1504)                                                              | Ernst (1486)                                                                   | Willem (1487-1559) Willem de Rijke                                          | Willem (1487-1559) Willem de Rijke | Elisabeth (1488-1559)                                                       | Maria (1491-1547)                                                           |
| Kinderen                                                                                  | x 1503 Françoise Louise van Savoye (?-1511)                                    | x 1515 Claudia van Chalon (1498-1521)                                          | x 1524 Mencia de Mendoça y Foinseca                                            | Johan (1484-1504)                                                              | Ernst (1486)                                                                   | x Walburga van Egmont                                                       | x Juliana van Stolberg (1506-1580) | Elisabeth (1488-1559)                                                       | Maria (1491-1547)                                                           |
| Kleinkinderen                                                                             | ?                                                                              | René van Chalon (1519-1544)                                                    | ?                                                                              | ?                                                                              | ?                                                                              | dochter ?                                                                   | Willem I (1533-1584) Willem de Zwijger Hermanna (1534-?) Jan VI (1535-1606) Jan de Oude Lodewijk (1538-1574) Maria (1539-1599) Adolf (1540-1568) Anna (1541-?) Elisabeth (1542-?) Catharina (1543-1624) Juliana (1546-?) Magdalena (1547-?) Hendrik (1550-1574) | ?                                                                           | ?                                                                           |